# Aḩmad Kolā
Aḩmad Kolā (persiska: احمد كلا) är en ort i Iran.   Den ligger i provinsen Mazandaran, i den norra delen av landet, 130 km nordost om huvudstaden Teheran. Aḩmad Kolā ligger 89 meter över havet och antalet invånare är 920.
Terrängen runt Aḩmad Kolā är platt norrut, men söderut är den kuperad. Terrängen runt Aḩmad Kolā sluttar norrut.Runt Aḩmad Kolā är det ganska tätbefolkat, med 192 invånare per kvadratkilometer. Närmaste större samhälle är Babol, 19,9 km norr om Aḩmad Kolā. I omgivningarna runt Aḩmad Kolā växer huvudsakligen savannskog.